# Ігнатьєв Владислав Сергійович
Владислав Сергійович Ігнатьєв (нар. 25 жовтня 1997, Херсон, Україна) — український футболіст, атакувальний півзахисник клубу «Інгулець», який грає на правах оренди за «Гірник-Спорт».

## Життєпис
Вихованець ДЮСШ донецького «Шахтаря», херсонського «Кристала» і запорізького «Металурга». З 2010 по 2014 рік провів 53 матчі і забив 20 м'ячів у першості та чемпіонаті ДЮФЛУ.
19 вересня 2014 року дебютував за молодіжну (U-21) команду «Металурга» у домашній грі проти полтавської «Ворскли», а за юніорську (U-19) команду вперше зіграв 11 березня 2015 року в виїзному поєдинку теж проти «Ворскли».
4 грудня 2015 дебютував в основному складі «Металурга» в домашньому (але проходив у в Києві) матчі Прем'єр-ліги проти київського «Динамо», вийшовши на заміну замість Яна Ковалевського на 46-й хвилині зустрічі. Наприкінці того ж року покинув «Металург» у зв'язку з процесом ліквідації клубу. Всього за час виступів у складі запорізької команди провів 1 матч у чемпіонаті, 28 ігор (в яких забив 5 м'ячів) у молодіжній першості і 6 зустрічей (в яких забив 3 голи) в юнацькому турнірі.
12 січня 2016 року поїхав на тренувальний збір до Іспанії разом з об'єднаним складом молодіжної та юнацької команд київського «Динамо», з яким, як стало відомо 15 січня, підписав контракт.
Напередодні початку сезону 2016/17 років перейшов в аматорський ФК «Луцьк», у складі якого зіграв 3 матчі та відзначився 2-а голами. У лютому 2017 року перейшов до одеського «Чорноморця», в складі виступав за молодіжку одеситів (5 матчів). Напередодні початку сезону 2017/18 років перейшов у відроджений запорізький «Металург».

## Статистика виступів
| Клуб                   | Ліга         | Сезон   | Чемпіонат | Чемпіонат | Кубок | Кубок | Дубль | Дубль |
| Клуб                   | Ліга         | Сезон   | Матчі     | Голи      | Матчі | Голи  | Матчі | Голи  |
| ---------------------- | ------------ | ------- | --------- | --------- | ----- | ----- | ----- | ----- |
| «Металург» (Запоріжжя) | Прем'єр-ліга | 2014/15 |           |           |       |       | 14    | 4     |
| «Металург» (Запоріжжя) | Прем'єр-ліга | 2015/16 | 1         | 0         |       |       | 14    | 1     |
| «Динамо» (Київ)        | Прем'єр-ліга | 2015/16 |           |           |       |       |       |       |